# Nachum Nir
Nachum Nir (hebr.: נחום ניר, ang.: Nahum Nir, ur. 17 marca 1884 w Warszawie, zm. 10 lipca 1968) – izraelski polityk, poseł do Knesetu – w latach 1949–1951 z listy Mapam, a w latach 1955–1965 z listy Achdut ha-Awoda, przewodniczący Knesetu w 1959. Sygnatariusz Deklaracji niepodległości Izraela.
Był jednym z sygnatariuszy ogłoszonej 14 maja 1948 Deklaracji niepodległości Izraela.
W wyborach parlamentarnych w 1949 po raz pierwszy dostał się do izraelskiego parlamentu z listy Mapam. W 1951 nie uzyskał reelekcji. Bezskutecznie kandydował również w 1955 z listy Achdut ha-Awoda, jednak już 15 sierpnia tegoż roku wszedł w skład trzeciego Knesetu po rezygnacji Cippory Laskow. Zasiadał w Knesetach I, III, IV i V kadencji.
Zmarł 10 lipca 1968 roku, został pochowany na cmentarzu Kirjat Sza’ul.
Jego wnukiem jest dziennikarz i pisarz Eli Barbur.